# Edilizia

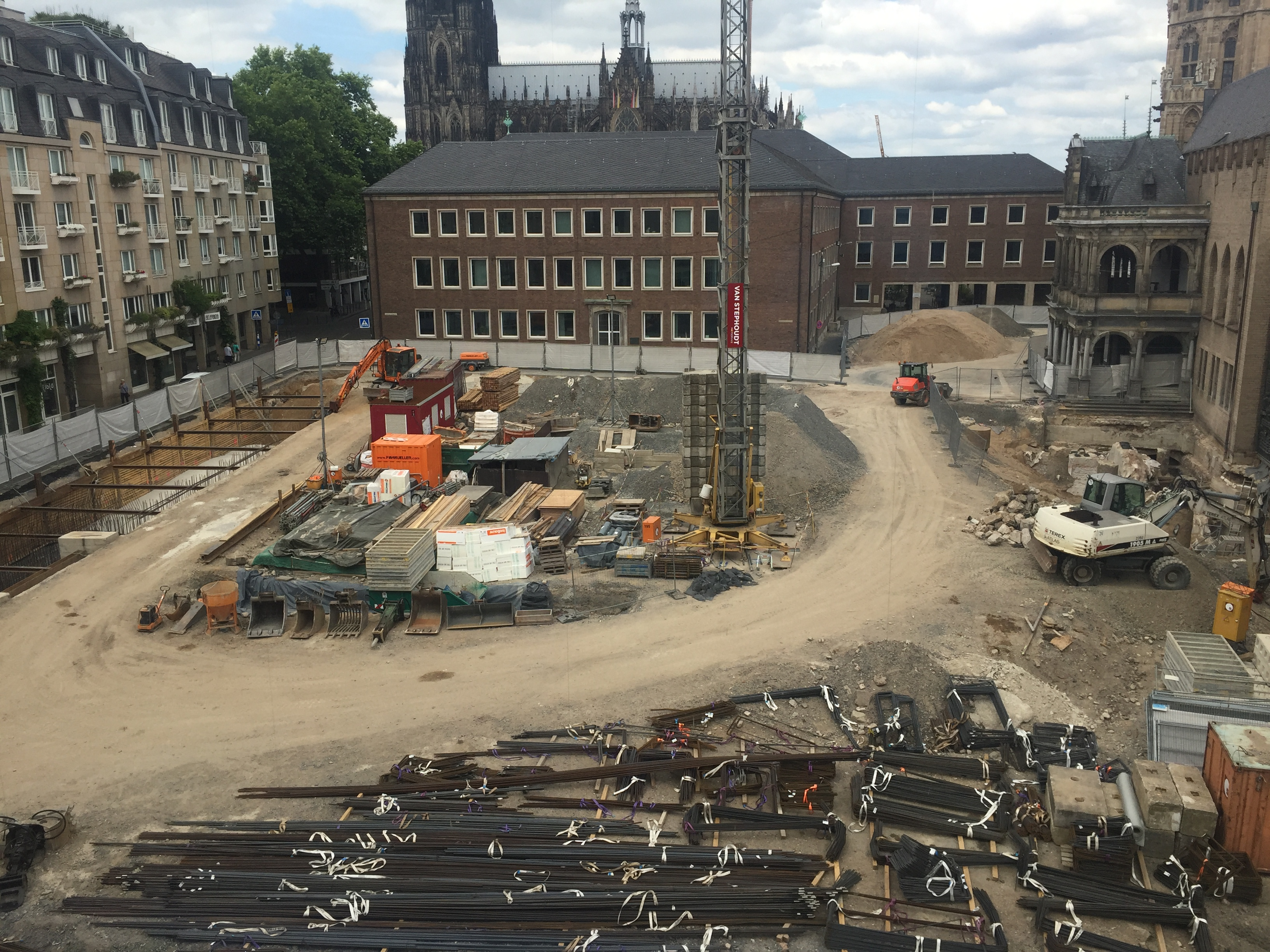
Sito di costruzioni a Colonia, 2017

L'edilizia è l'insieme delle tecniche e delle conoscenze finalizzate alla progettazione e realizzazione di una costruzione o più specificatamente di un edificio.

## Etimologia
La parola edilizia, come la parola "edile", deriva dal latino aedile, a sua volta derivazione di aedes che significa "casa" o "abitazione", ma anche "tempio". La parola "edificio" ha la medesima radice aedes legata al suffisso ficium che significa "fare", "costruire", "realizzare".

## Il processo edilizio
Con l'industrializzazione e la specializzazione sempre maggiore dell'edilizia si è venuto a creare il concetto di processo edilizio, identificato con il termine anglosassone di construction integrante le distinzioni di design-bid-build, design-build e construction management.
Per processo edilizio si intende tutta la sequenza delle operazioni che riguardano la creazione, la realizzazione, l'uso e il mantenimento di un'opera edilizia, dalla sua progettazione iniziale alla sua costruzione e gestione per tutto il tempo di vita utile.
Le fasi principali del processo sono: progettazione, costruzione, gestione e manutenzione.

## Applicazione nei contesti

### Edilizia e architettura

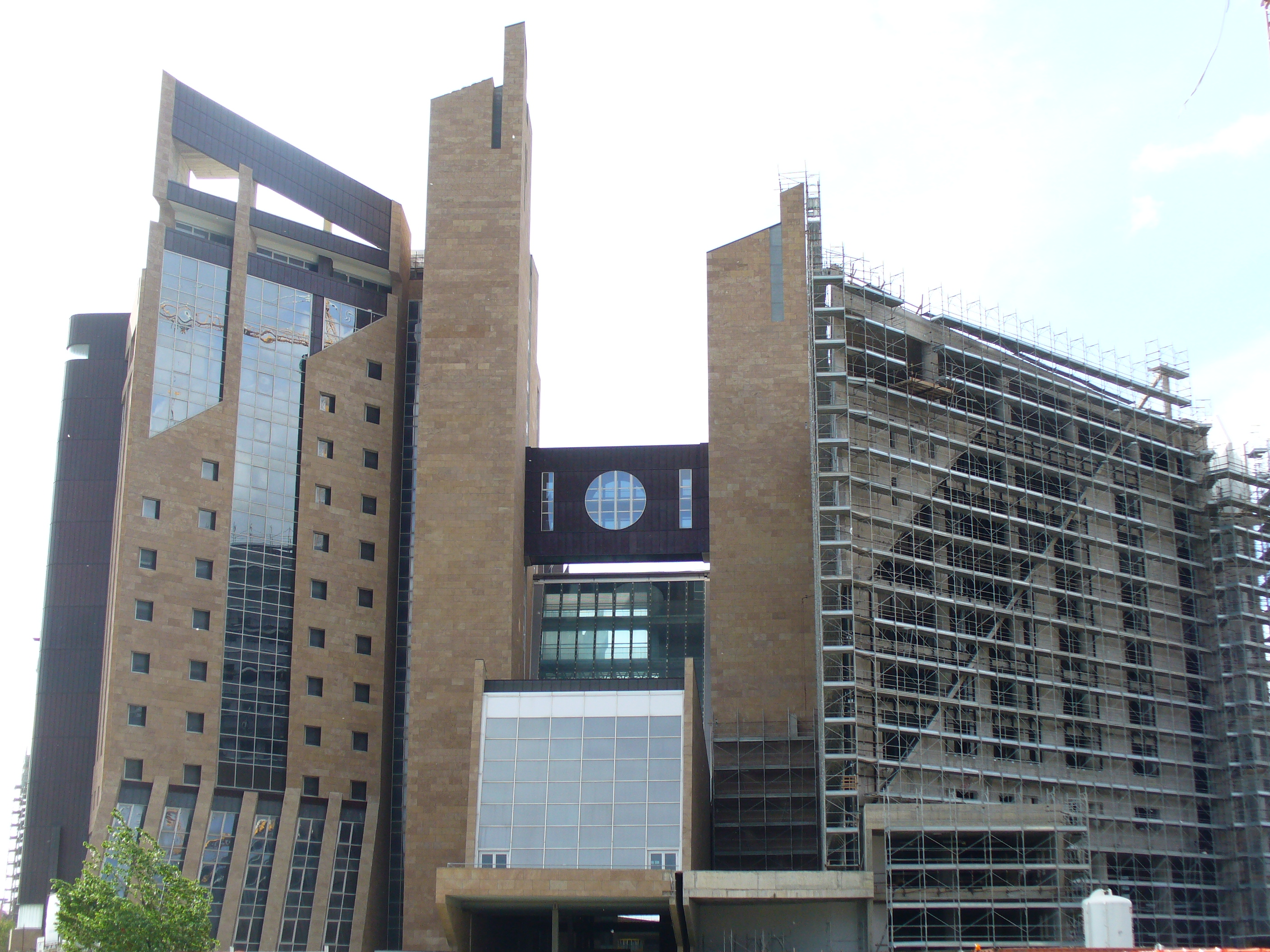
Edilizia a Firenze

Sotto il nome di edilizia ricadono tutte quelle opere, lavorazioni e interventi che mirano a realizzare, modificare, riparare o demolire un edificio. Per edilizia si intende un'attività essenzialmente tecnica e di processo produttivo; essa è una componente del processo architettonico e può essere scissa e facilmente distinta da questo. L'architettura ha una connotazione ben più complessa di un semplice fatto edilizio: la sua determinazione avviene per l'esercizio paziente e meditato di discipline diverse in bilico tra tecnica e arte. 
Ogni edificio è un oggetto edilizio ma è nello stesso tempo opera architettonica. L'edilizia riguarda i materiali e le tecniche costruttive, l'architettura è la realizzazione di un nuovo spazio architettonico attraverso l'uso di questi materiali e di queste tecniche. Quindi, l'architettura attraverso l'edilizia realizza nuovi ambienti, più genericamente l'ambiente costruito.

### Scienze e discipline correlate
La scienza delle costruzioni si occupa della meccanica delle strutture (statica e cinematica) e ha l'obiettivo di fornire gli strumenti per il calcolo degli elementi strutturali che compongono l'ossatura di una costruzione. 
Fino alla fine dell'Ottocento non veniva eseguito un dimensionamento delle strutture, ma ci si basava sull'esperienza e sulla tradizione costruttiva.
L'"architettura tecnica" analizza gli organismi edilizi nei loro aspetti fondativi di natura costruttiva, funzionale, tipologica e formale e nelle loro gerarchie di sistemi. Tale analisi è finalizzata ai temi della fattibilità del progetto e della rispondenza ottimale delle opere ai requisiti essenziali. Ciò implica la valutazione critica delle tecniche edili tradizionali e innovative, nonché la loro traduzione in termini di progettazione anche assistita e di procedimenti produttivi. Tali temi interessano sia le problematiche delle nuove costruzioni a varie scale dimensionali, sia quelle della conservazione, del recupero e della ristrutturazione dell'esistente.
La "fisica tecnica" mette in relazione conoscenze teoriche con le tecniche per la realizzazione degli impianti di un edificio (elettrico, idrico di adduzione e di scarico, termico). Di particolare importanza è la termodinamica, che permette di descrivere in che modo il calore passa dall'ambiente interno a quello esterno (e che di conseguenza permette di progettare al meglio la stratigrafia dei muri perimetrali, onde ridurre le dispersioni del calore d'inverno e del fresco d'estate). La fisica tecnica analizza anche le modalità di interazione tra sole, ambiente ed edificio, per studiare la migliore posizione delle finestre o la migliore inclinazione delle coperture.
L'acustica è un'altra scienza in stretto contatto con l'edilizia, soprattutto da quando si ritiene che l'inquinamento acustico sia molto influente sulla salute. L'acustica, nell'edilizia, studia come il suono si propaga da un ambiente all'altro, e permette di capire come ottenere il giusto grado di isolamento acustico soprattutto in relazione alle caratteristiche fisiche degli elementi dell'edificio che dividono le stanze, i diversi piani e, in generale, l'ambiente esterno da quello interno. Solo di recente si comincia a sentire il problema dell'inquinamento acustico: in Francia, per esempio, vi è una legge che obbliga chi costruisce edifici a rispettare dei criteri di comfort acustico per i diversi locali.
I consulenti acustici sono fondamentali nella progettazione di particolari ambienti, come i teatri: talvolta vengono eseguite simulazioni computerizzate per ottenere il migliore risultato geometrico per la propagazione del suono.
L'illuminotecnica è una disciplina (e non una scienza, perché non ha dei principi suoi, ma sfrutta quelli di altre scienze) di grande importanza nell'edilizia. Spesso, come l'acustica, viene considerata di secondaria importanza per la progettazione degli edifici. Si occupa delle modalità con cui la luce, sia naturale che artificiale, interagisce con gli ambienti, determinando, quindi, il comfort visivo. Esiste una normativa UNI (la 10380) che descrive quali devono essere i livelli di illuminamento medi per diverse tipologie di locali, classificate in base all'attività che vi si svolge. L'illuminotecnica studia anche le diverse tipologie di apparecchi illuminanti e fornisce le indicazioni per poter scegliere la migliore lampada in relazione all'uso o all'effetto che si vuole ottenere. Il controllo della luce è fondamentale per realizzare ambienti che garantiscano una elevata qualità del vivere.
L'estimo è la disciplina che permette di analizzare i costi legati alla realizzazione di una costruzione, o che permette di stimare il più probabile valore di mercato di un edificio. È legata all'economia, ed è fondamentale per capire se un progetto può essere realizzato o meno dal punto di vista economico: quindi, se sia conveniente intraprenderlo o no. 
Costruire un grattacielo nel deserto del Sahara sarebbe forse un'ottima prova di competenza tecnica, ma probabilmente il costo di realizzazione sarebbe talmente elevato paragonato al valore di mercato della costruzione ultimata da rendere svantaggiosa l'intera operazione.
Molte altre scienze e discipline sono più o meno legate all'edilizia: l'ecologia, la topografia e la geologia sono tra le più importanti.

### Arti e tecniche correlate
L'arte nell'edilizia ha un significato ben preciso: è il modo corretto di portare a termine una lavorazione, secondo i dettami del buon costruire. Solo alcuni trattati descrivono il modo corretto di realizzare manufatti edili: tra i più famosi il De architectura di Vitruvio o il De re aedificatoria scritto da Leon Battista Alberti nel pieno Rinascimento italiano. Tuttavia, le tecniche del buon costruire (l'arte del costruire) sono dettate principalmente dal buon senso di seguire le regole, semplici ma ferree, tramandate dai mastri operai ai loro apprendisti. L'arte di innalzare un semplice muro richiede la conoscenza dell'arte dell'impastare una buona malta, conoscendo i dosaggi di legante, acqua e eventuale inerte, della tecnica di allettare i mattoni in modo tale che collaborino attivamente alla portanza del muro, dell'arte e della tecnica di effettuare la rasatura del muro e, naturalmente, dell'arte e della tecnica di passare la pittura sullo stesso.
Quando, in una descrizione di opere edili (come un capitolato), si richiede che una lavorazione venga "realizzata a regola d'arte" si fa riferimento proprio al fatto che si prevede che l'opera verrà fatta seguendo tutte le precauzioni, le regole e, quindi, le tecniche del buon costruire relative a quel particolare manufatto, che può essere una trave in cemento armato, un tramezzo, o anche la semplice ritinteggiatura di una vecchia parete. Ciascuna piccola opera edilizia, che, assieme a tante altre, permette di costruire edifici interi, ha le sue piccole grandi regole.

## Settori
Per settori dell'edilizia si intendono delle parti delle lavorazioni che richiedono competenze specifiche per essere eseguite. Il settore può essere definito anche mestiere. I settori dell'edilizia si individuano in due macrocategorie: edilizia pesante ed edilizia leggera, e possono essere descritti sommariamente di seguito:

### Edilizia pesante
- demolizioni
- scavi, movimento terra
- fondazioni
- murature, tramezzature e tamponature in mattoni o sistemi tradizionali,  comprese rasature
- strutture in cemento armato, comprese fondazioni
- pavimentazioni e rivestimenti in ceramica e materiali lapidei naturali o artificiali

### Edilizia leggera
- pitture, vernici, decorativi, tappezzeria, carte da parati
- impermeabilizzazioni e isolamenti (ad es. isolamento a cappotto, termorasanti e isolamento acustico)
- Superfici orizzontali e verticali in resina
- Tramezzi, murature ed elementi decorativi in cartongesso
- strutture a secco in acciaio e in legno

### Opere collaterali
- opere in ferro/acciaio/alluminio
- opere in vetro
- idraulica
- elettricità ed elettrotecnica
- impiantistica di condizionamento e trattamento aria
- lavorazione marmi
- falegnameria
- Arredamento ed architettura di interni

## Ambiti
- Edilizia residenziale
  - Edilizia residenziale pubblica
  - Edilizia residenziale sociale
- Edilizia rurale
- Edilizia scolastica
- Edilizia biocompatibile
- Edilizia abusiva

## Figure professionali
Nel mondo dell'edilizia esistono diverse figure professionali, ciascuna con un proprio ruolo all'interno del processo produttivo.
Si parte dall’ operaio non qualificato, che è impiegato per la corretta funzionalità del cantiere compiendo le lavorazioni più disparate: dal trasporto dei sacchi di materiale alla pulizia del cantiere stesso. 
L'operaio qualificato, invece, è quello in grado di realizzare specifiche lavorazioni. Ogni settore dell'edilizia ha il suo operaio qualificato per la realizzazione delle opere relative, e a capo di ogni mestiere c'è sempre un maestro d'arte qualificato.
A capo della squadra di operai in genere vi è un capo mastro, con il quale in genere dialoga il direttore dei lavori, che è la figura professionale responsabile della corretta esecuzione dei lavori in base al progetto approvato. Il direttore dei lavori è un tecnico qualificato, in genere ingegnere, architetto, o geometra e il Perito Industriale Edile (Per. Ind.) e può coincidere con il progettista.
Il progettista, in genere organizzato professionalmente con il proprio studio, è il fautore del progetto, e riceve l'incarico dal committente dell'opera. In genere in uno studio professionale c’è’ chi si occupa deil progetto architettonico, chi del il calcolo del cemento armato, chi della redazione manuale del disegno, chi dell'espletamento delle pratiche amministrative. 

### Personale
- operaio non qualificato
- operaio qualificato
- direttore dei lavori
- capomastro
- ingegnere
- architetto
- agronomo
- geometra
- progettista
- carpentiere
- muratore
- costruttore
- elettricista di cantiere
- idraulico di cantiere

Esiste inoltre la figura dell'imprenditore edile, ovvero un individuo, oppure una società, che investe in una o più imprese edili, favorendo quindi la nascita di altre imprese, favorendo, direttamente o indirettamente, la costruzione di nuove strutture e a volte di nuovi tipi di costruzioni.

### Specializzazioni
Il personale o le ditte che operano nel mondo dell'edilizia sono in genere specializzate in uno solo settore, perché le competenze che bisogna acquisire sono talmente tante che difficilmente si riesce a essere maestri di più mestieri, anche e soprattutto per la complicata questione normativa che coinvolge ciascun settore. Ad esempio in Italia nel marzo 2018 è stata pubblicata la norma UNI 11704 sulla qualifica del pittore edile: tale norma definisce il termine di edilizia leggera, ambito in cui opera il pittore edile quale figura di riferimento che può svolgere le competenze incluse nel mondo dell'edilizia leggera.